# Coelioxys duckei
Coelioxys duckei là một loài Hymenoptera trong họ Megachilidae. Loài này được Friese mô tả khoa học năm 1922.